# Rafelcofer
Rafelcofer è un comune spagnolo di 1 367 abitanti situato nella comunità autonoma Valenciana.